# 3380 Awaji
3380 Awaji è un asteroide della fascia principale. Scoperto nel 1940, presenta un'orbita caratterizzata da un semiasse maggiore pari a 2,8422148 UA e da un'eccentricità di 0,0245369, inclinata di 3,24101° rispetto all'eclittica.